# 格朗日莱博蒙
格朗日莱博蒙（法語：Granges-les-Beaumont，法語發音：[ɡʁɑ̃ʒ le bomɔ̃]，意为“博蒙附近的格朗日”）是法国德龙省的一个市镇，属于瓦朗斯区。

## 地理
格朗日莱博蒙（45°3'4"N, 4°58'59"E）面积7.51 平方千米，位于法国奥弗涅-罗讷-阿尔卑斯大区德龙省，该省份为法国东南部内陆省份，北起顺时针与伊泽尔省、上阿尔卑斯省、上普罗旺斯阿尔卑斯省、沃克吕兹省和阿尔代什省接壤。
与格朗日莱博蒙接壤的市镇（或旧市镇、城区）包括：博蒙蒙特、伊泽尔河畔新堡、克莱里约、伊泽尔河畔罗芒、圣巴尔杜。
格朗日莱博蒙的时区为UTC+01:00、UTC+02:00（夏令时）。

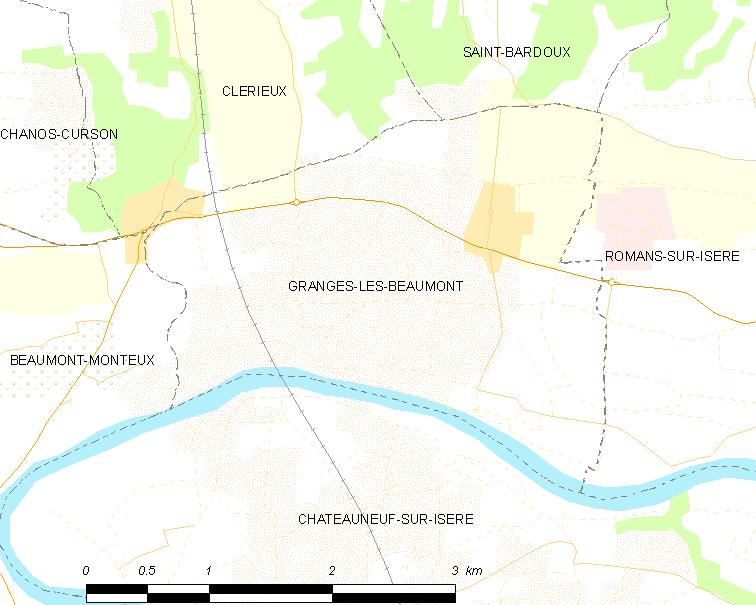
格朗日莱博蒙的OSM定位图

## 行政
格朗日莱博蒙的邮政编码为26600，INSEE市镇编码为26379。

## 政治
格朗日莱博蒙所属的省级选区为坦莱尔米塔日县。

## 人口

1962-2008年间格朗日莱博蒙人口变化图示

格朗日莱博蒙于2022年1月1日时的人口数量为904人。